# ファーティマ朝海軍
ファーティマ朝の海軍は、初期のムスリムの海軍のなかで最も発展を遂げたものの一つであり、10世紀から12世紀の地中海中央部及び東部での主要な軍事力であった。ファーティマ朝海軍が仕えた王朝と同様に、その歴史は二段階に区別されうる。909年頃から969年までの第一期はファーティマ朝がイフリーキヤ (今日のチュニジア) に拠点を置いた時期であり、王朝が崩壊する1171年まで続いた第二期は中世のエジプトを都にした時期である。第一期の海軍は、ある程度の成功を享受したシチリア島や南イタリアでのビザンツ帝国との継続的な戦争に、またアッバース朝支配下のエジプトを征服しようとする当初は失敗した企図に、そして後ウマイヤ朝との短期間の武力衝突等に主に用いられた。
969年の最終的なファーティマ朝のエジプト征服以後の数十年間、主な海軍の敵は依然としてビザンツ帝国であったが、それとの戦争の大半はビラード・アッシャーム (シリア) の支配をめぐる陸上でのものであり、海軍の作戦行動はレバント沿岸都市の王朝支配を維持することに限定された。一連の停戦協定と共に1000年以後はビザンツとの戦争が終わり、1090年代末の十字軍の聖地到来によって海軍の重要性は再び高まった。
十分な資金と装備があり当時としては数少ない常備海軍の一つであったにもかかわらず、技術的そして地理的要因の組み合わせがファーティマ朝海軍による制海権の確保、即ち西ヨーロッパへの十字軍の海上連絡網に対する海上阻止行動を妨げた。ファーティマ朝はその体制の終焉まで相当大規模な海軍をほぼ保持したが、艦隊の大半とその卓越した武器庫は1169年のフスタートの破壊によって炎に包まれ壊滅した。

## 背景: 10世紀初頭の地中海

7世紀から11世紀にかけてのアラブ人とビザンツ帝国の海上戦争を表した地中海の地図

7世紀中頃から、地中海はムスリムの海軍とビザンツ帝国海軍の間の戦場となっていた。ムスリムによるレバント征服とエジプト征服から間もなくして、出現しようとしていたイスラム帝国は初期カリフの海軍を築き、655年のマストの戦いでビザンツの制海権を打ち砕いたことで、地中海の支配をめぐって数世紀に亘る一連の戦争が幕を開けた。これは674年-678年のウマイヤ朝にコンスタンティノープル占領のための大規模な海上からの襲撃を可能にし、続いて717年-718年には別の陸海軍の遠征を仕掛けたが、どちらも成功しなかった。同時期の7世紀末までには、アラブ人はビザンツ領北アフリカ (アラビア語ではイフリーキヤとして知られる) を奪い、700年頃にはチュニスが発見されて直ぐに主要なムスリムの海軍基地となった。これはビザンツ支配下だったシチリア島、サルデーニャ島、地中海西部の沿岸を頻発するムスリム襲撃に晒しただけでなく、711年から始まる西ゴート王国の大部分への侵略と征服　(ムスリムによるスペイン征服) を許した。
東のアッバース朝艦隊とイフリーキヤのアグラブ朝によって8世紀末の少し前にムスリムの襲撃活動が再開されるまで、ビザンツ帝国の制海権の時代はコンスタンティノープル包囲の失敗と実質的なムスリム海軍の消失という結果になった。その後820年代、既存の勢力均衡を破壊しムスリムに優位を与えた二つの事件が起きた。一つはアンダルシアの亡命者一団によるクレタ島占拠 (824年又は827年頃) と、島を再占領しようと繰り返されたビザンツの攻撃に抵抗したそこでのクレタ首長国の誕生である。これはムスリムの襲撃にエーゲ海を開拓させ、ビザンツを守勢に回らせた。853年のディムヤート略奪といったビザンツの成功にもかかわらず、10世紀初頭は主にタルスス、シリア沿岸都市、エジプトの艦隊によって、テッサロニキ略奪 (904年)のような出来事と共にムスリムの襲撃活動が新たな最高潮を迎えた。
第二の事件は827年のアグラブ朝による段階的なシチリア島征服の開始である。ムスリムのシチリア上陸後、直ぐにイタリア半島とアドリア海にも同様に初となる襲撃が続いた。アグラブ朝は902年にシチリア征服を完遂したが、イタリア本土に政権を確立しようとする試みは最終的に失敗した。反対に、ビザンツはムスリムによるシチリア征服を食い止めるのに度々失敗したが、南イタリアでの支配を再確立することはできた。

## 歴史的概観
ファーティマ朝は預言者ムハンマドの娘にしてアリー・イブン・アビー・ターリブの妻であるファーティマの子孫を称し、イスマイール・イブン・ジャアファルによって、シーア派のイマームのジャアファル・サーディクが最後の息子として一般に受け入れられた。この主張は、特にスンナ派等の当時の人々からでさえ異議を唱えられた。890年以前の一族の秘密主義とそれ以上に王朝によって異なる家系図がその後に公開されたことは、今日の歴史学者にとって王朝の正確な起源を評価するのを困難にしている。彼らの本当の起源が何であれ、ファーティマ朝はシーア派の分派イスマイール派の指導層であり、歴史学者のマリウス・カナードの言葉に拠れば、彼らは「当時の政治的、宗教的、哲学的、社会的な運動に志向し、アリーとファーティマを通した預言から伝わるマフディーの出現を予期した信奉者であった」。そのため、ファーティマ朝はスンナ派のアッバース朝、ウマイヤ朝、後ウマイヤ朝を地位の強奪者と考え、彼らを屈服させイスラム世界の代表者になることを決意した。その自負は普遍的であり、彼らの教義に拠ると、ファーティマ朝のイマームは「宇宙霊魂 (アニマ・ムンディ)」の化身にも劣らないとされた。
ファーティマ朝の海軍史は王朝そのものの歴史に従属し、二つのはっきりと区別できる時代に大まかに分けられる。909年–969年の第一期は王朝がイフリーキヤを支配したと推測されマグリブやシチリアで戦った時代、969年–1171年の第二期はパレスチナ、シリアの大半、ヒジャーズ、エジプト征服後の時代である。後者は1099年の第1回十字軍の到来を転換点として、さらに二つの時代に分けられる。

## イフリーキヤ時代　(909年–969年)

### 政治的、戦略的文脈
ファーティマ朝はイフリーキヤ支配のためその地に及んだ。彼らの布教活動は893年にアブー＝アブドゥッラーによって始められ急速に成果をもたらし、909年には支配的だったアグラブ朝を転覆させてファーティマ朝の指導者ウバイドゥッラー・マフディー・ビッラーに隠遁生活から抜け出させ、彼は自身がイマームにしてカリフだと宣言した。既にその就任宣言の中で、彼は「罪深い反乱から、神の誓約に従い世界の東西を征服する」ための神託を主張した。その端緒から、アッバース朝屈服のための東への進軍前には、イフリーキヤは一時的な滞在地に過ぎないと見られていた。同時期、誕生から間も無いファーティマ朝は敵に囲まれ強力な軍隊の維持を、そしてアグラブ朝シチリア属州の継承者として優秀な艦隊も必要としていた。イフリーキヤ時代のファーティマ朝は、アンダルシアの強力な後ウマイヤ朝の一派を主な敵として対峙していた。しかしながら、歴史学者のヤーコヴ・レヴ (Yaacov Lev) に拠ると、二つの王朝の歴史にて一度だけ起きた直接の紛争というよりは、「ファーティマ朝と後ウマイヤ朝の確執はプロパガンダ、政権転覆、代理戦争を形成した」。
ファーティマ朝の思想的責務は、ビザンツ帝国という近東の主な非ムスリム勢力との関係にも影響した。レヴが述べるように、「ファーティマ朝の対ビザンツ政策は、暫定協定という実用的政策とジハード推進派として現れる必要性の相反する性質の間で動揺した」。天候と利用可能な海軍技術によって固有の制約が課されたため、初期のファーティマ朝による南イタリアでのビザンツとの紛争は地形によって形作られた。シチリア島はイフリーキヤにあるファーティマ朝の大都市に近かったが、反対にビザンツにとって、最小限の海軍の駐留に留めた南イタリアは離れた戦域であった。これは長期化した海軍作戦を遂行する上でファーティマ朝に優位を与え、実質的にその主導権を彼らに委ねた。
対ビザンツ戦争の海軍的側面は、10世紀中頃にビザンツ帝国のタラソクラシーに対し成功を収めたファーティマ朝の挑戦を称賛した、著名な宮廷詩人イブン・ハニの詩の中で顕著に特徴付けられている。にもかかわらず、ファーティマ朝は徹底的な征服よりも襲撃に関心を持ち、参戦した艦隊は小規模で10隻から12隻程度を越えることはおおよそ無かった。一方のビザンツ帝国は、外交を通じてファーティマ朝に対処するのを好んだ。折に触れ彼らはアンダルシアの後ウマイヤ朝と手を組んだが、主に休戦を交渉することで、更に臨時の貢ぎ物を送ることで衝突の回避を求めた。このアプローチはビザンツに自国により近い案件へ集中させ、こうしてクレタ首長国が960年–961年のカンダクス包囲戦にてビザンツの攻撃を受けていた時、ファーティマ朝はクレタの使者に対しては口頭の支援に限定した。

### 組織
イスラムの草創期の時代には、カリフや自立した首長国の海軍は似たような方針に従い構築された。一般的に、艦隊 (al-usṭūl) は艦隊司令 (rāʾis al-usṭūl) と複数の将校 (quwwād, 単数形は qaʿīd') の指揮下に置かれたが、武装と操舵を管理した主席将校が海軍兵の指揮官 (qaʿīd al-nawātiya) であった。乗組員は海軍兵 (nawātiya, 単数形は nūtī)、漕ぎ手 (qadhdhāf)、工員(dhawu al-ṣināʿa wa'l-mihan)、発火性物質 (naffāṭūn, ナフサ) の配備と共に襲撃する人員を含む、艦上戦闘や上陸作戦のための兵士で構成された。
イフリーキヤ時代には、ファーティマ朝海軍の本部基地と武器庫は港湾都市マーディアにあった。916年にアル＝マーディ・ビラー (al-Mahdi Billah) により創設されたマーディアではかねてより存在した、岩を削ってポエニ人が造った港が利用されていた。港はファーティマ朝により修復されたことで艦船30隻分の空間が作られ、複数の監視塔と入口を横切る鎖により守られた。直ぐ近くの武器庫 (dār al-ṣināʿa) は、伝えられるところに拠れば200もの船体のためのシェルターを備えた。
マーディアとは別にトリポリも重要な海軍基地として台頭し、シチリアでは都のパレルモが最重要基地であった。イブン・ハルドゥーンやアル＝マクリーズィーのような後の歴史学者は、600隻又は900隻を数えた膨大な艦隊建造はアル＝マーディとその後継者によるものと見做したが、これは明らかな誇張表現であり、10世紀の現実よりもファーティマ朝がシーパワーを保持した次世代の印象を反映している。実際には、マーディアでの造船について同時代に存在した史料の中で唯一の言及は、造船を遅延又は停止すらさせた樹木の不足に関することであり、シチリアからだけでなくインドと同じくらい遠くから木材を輸入する必要があった。

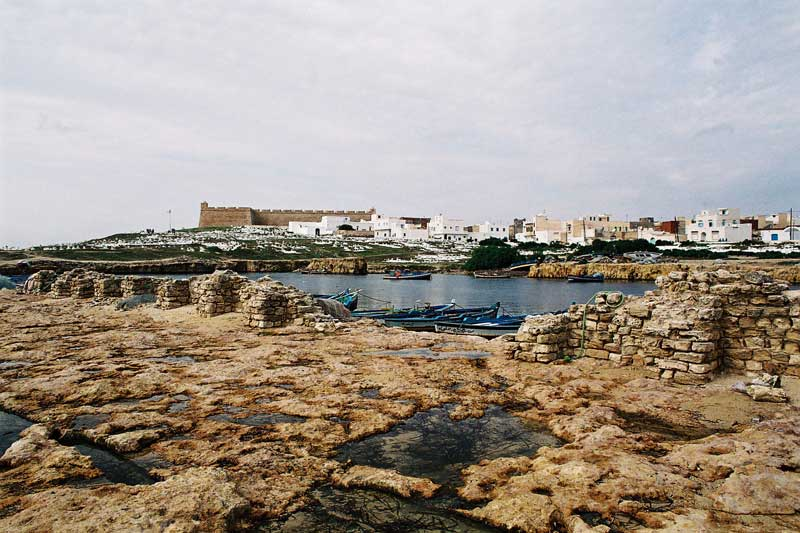
マーディア港の跡地

948年頃から去勢された侍従やアル＝ウスターズという管理責任者に支えられたマーディアの支配者は、一般に武器庫の管理と海軍業務も必然的に伴ったと見られる。フサイン・イブン・ヤアクーブ (Husayn ibn Ya'qub) という人物は、史料にてṣāḥib al-baḥr (海の権力者) やmutawallī al-baḥr (海の管理者) と呼ばれたが、彼の正確な役割は不明である。彼は明らかにアル＝ウスターズの部下だったが、その肩書きは積極的に艦隊を指揮したようには見えないにもかかわらず、彼の任務は恐らく管理又は造船に関連するものだった。南イタリアでのビザンツに対するファーティマ朝の海軍活動に焦点を当てると、実際の艦隊指揮は明らかにシチリア島支配者の管理下にあった。
下層階級の海軍の構造も同様に不明確である。920年にロゼッタの沖合で捕らえられた捕虜の分析に基づくと、その乗組員はシチリア、トリポリ港、バルカ (キレナイカ) 等で雇われたようであるが、戦闘部隊の大部分はファーティマ朝の主な支持者であるクターマ族とベルベル人、ファーティマ軍に採用されたザウィラやスーダンの出身者で構成されていた。ヤーコヴ・レヴが述べるように、これは王朝草創期におけるファーティマ艦隊の全般的な能力の乏しさについての洞察を与える可能性がある。クターマ族は忠誠心があったが海での経験が不足しており、ファーティマ朝支配下の海洋民族から新たに集められた乗組員は政治的に信頼性を欠いていた。更に、海軍への募集が強制的で不人気だったため、海軍兵の質も損なわれていた。それが下層階級に主に影響する傾向もあり、彼らの間では、レヴが要約するように「海軍は軽蔑され、その業務は苦痛だと考えられていた」。

### 作戦行動

#### 初期の戦闘
初のファーティマ艦隊の正確な起源は不明だが、勝利したファーティマ朝が単に発見したアグラブ朝の船舶を差し押さえたに過ぎないことは有り得る。ファーティマ朝海軍について最初に触れた事件は、王朝の支配に反乱を起こしたトリポリに15隻の艦船が派遣された912年頃に起きたが、トリポリ住民の船舶に打破された結果に終わった。次の年913年頃、ファーティマ朝を拒んだシチリア島の支配者イブン・クルハブもレムタの停泊地でファーティマ朝の艦船を急襲して燃やしたが、間も無く残存したファーティマ艦隊による海戦で敗れ、これは直後に彼のシチリア支配を終わらせファーティマ朝による支配復活の原因となった。

#### エジプト征服の試み
海軍の初となる主要な遠征は、後にカリフとなったアル＝カーイム・ビ＝アムル・アッラーフによる914年–915年のエジプト侵攻であった。イブン・ハルドゥーンと13世紀の作家のイブン・アル＝アッバルは、侵攻全体が海上からのもので200隻の艦船から成っていたと伝えているが、ヤーコヴ・レヴに拠るとこれは「他の史料により立証されておらず、その数は非常に誇張されたようだ」。その一方で、カーイムが作戦中に海上からの援軍を得てアレクサンドリアに上陸したのは確かである。しかし、現地のエジプト総督タキーン・アル＝ハザリーはギーザでファーティマ軍を破り、915年4月のアッバース朝指揮官ムウニス・アル＝ハーディムの到着はファーティマ軍をエジプトから完全に追い払った。遠征の唯一の戦利品は、エジプトに対する将来の作戦にて有用な基地であるバルカだった。
毎年の貢ぎ物と引き換えに和平協定が917年に締結されたが、918年、ファーティマ朝はビザンツ帝国に対する最初の攻撃を実行しカラブリア州の南端レッジョ・ディ・カラブリアを占領した。それ以来しばらくは海軍の活動の主な焦点が東に留まり、アッバース朝の地位を奪い取ろうとした。カーイムは919年–921年に、60–100隻の艦隊に支援され再度のエジプト侵攻を指揮した。ファーティマ朝は再びアレクサンドリアとファイユーム・オアシスも同様に奪ったが、フスタート占領はムウニスにより阻止された。ナイル川の支流にあるロゼッタへのファーティマ艦隊侵入は、タマル・アル＝ドゥラフィが指揮するタルススの艦隊により妨げられた。3月12日、タマルはアブ・キル近郊でファーティマ艦隊に完敗を負わせ、乗組員の多くは殺されたか捕虜になった。921年の春、タマル艦隊は占領されていたアレクサンドリアを取り戻し、ムウニスはそれからファイユームに進撃しファーティマ軍に砂漠を横切る撤退を強いた。

#### 南イタリアへの遠征とアブー・ヤジードの反乱

10世紀の南イタリア。ビザンツ帝国のテマ (属州) は黄色で、ロンバルドの公国はその他の色で表示されている。

エジプトで挫折させられたファーティマ朝は、地中海西部では尚も活発だった。922年頃、マスード・アル＝ファティ (Mas'ud al-Fati) 指揮下の20隻の遠征はレッジョ付近のセントアガサ (St. Agatha) 要塞を奪取し、925年の春にはジャアファル・イブン＝ウバイド (Ja'far ibn Ubayd) が指揮する大軍がレッジョ近くのブルッツァーノ・ゼッフィーリオを襲撃し、その後オーリア略奪のため航行した。11000人を越える捕虜が取られ、現地のビザンツ人指揮官と司教は人質として貢ぎ物の支払いと引き換えに降伏した。9月には侍従がその勝利を誇ってマーディアに帰還した。924年、ファーティマ朝は第一次ブルガリア帝国のシメオン1世の使者との接触に入った。コンスタンティノープル攻撃を検討していたシメオンは、ファーティマ朝海軍の援護を求めていたのである。シメオンの下へ向かうブルガリア人とアラブ人の使者を乗せた船が拿捕された後にその交渉を知らされたビザンツ帝国は、貢ぎ物の支払いを含む917年の和平協定の更新を急いだ。
ビザンツとの戦争は928年に再開された。その年の5月、ケルアン総督のサビル・アル＝ファタは44隻の艦隊をイフリーキヤからシチリアに派遣した。海軍はアプリアのアル＝ギラン (「洞窟」の意) という名の地域を攻撃し、続けてターラントとオトラントの都市を略奪した。伝染病の流行のため彼らはシチリアに帰投せざるを得なかったが、その後サビルはティレニア海に艦隊を率い、サレルノとナポリに財産や貴重なブロケードと共に身請けするよう強要した。929年、彼は4隻の艦船と共にアドリア海でビザンツのストラテゴスを破った一方で、その年の後半には7隻でテルモリを略奪した。彼は930年9月5日に18000人の捕虜を積んでマーディアに戻った。ファーティマ朝は南イタリアでビザンツに対し、海軍による新たに大規模な攻撃を計画したが、931年頃に数年間守られた別の停戦条約が結ばれた。ビザンツはそれを他所に、936年頃のシチリアで起きた反ファーティマ朝暴動を支持する介入をした。934年頃、ヤアクーブ・イブン・イスハーク・アル＝タミミは別の襲撃を指揮し、伝えられるところに拠ると30隻の艦船でイタリアの海域に入った。このファーティマ朝によるジェノヴァ略奪に加え、サルデーニャとコルシカ島も襲撃された。
943年–947年にかけてのファーティマ朝支配は、王朝が危うく転覆しかけたアブー・ヤジードの反乱により脅かされた。反乱艦隊の不在は、ファーティマ朝海軍が反乱軍に包囲されたマーディアに補給を送ったことで、限定されたが決定的な役目を果たしたことを意味した。この混乱に乗じて、海賊がスースを占領して反乱軍と手を結んだ。7隻の船隊により運ばれた部隊が参加した、945年頃のスース再占領最初の試みは失敗した。アル＝タミミ麾下の6隻の艦隊と上陸攻撃との協調による直後の二度目の襲撃は、町を取り戻すことに成功した。
それまでの間、シチリアではファーティマ朝支配に対する別の反乱が起きた。シチリア総督がビザンツに対し弱腰だと判断されたことで、停戦条約と引き換えの貢ぎ物について合意されていた支払いをビザンツが止めたからである。アブー・ヤジードの反乱収束後、ファーティマ朝総督のアル＝ハサン・イブン・アリ・アル＝カルビが947年の春にこれを鎮圧した。949年、ビザンツと後ウマイヤ朝はファーティマ朝に対抗する同盟を結び、二正面から成る攻撃を開始した。ビザンツはシチリアに進撃するため動員し、後ウマイヤ朝は951年にタンジェを占領した。950年のシチリアには相当数の陸海軍が集められ、951年5月にファーティマ軍はカラブリアに上陸し、ビザンツの要塞を攻撃したがこれは成功しなかった。貢ぎ物の支払いが委ねられた後、ビザンツ軍は再び町に近づいた。ファーティマ朝は現地のビザンツ海軍司令と旗艦を拿捕したが、遠征軍が冬を過ごすためにシチリアに帰投したことでカリフであるマンスールの怒りを大いに買った。次の年、ジェラーチェでのファーティマ朝勝利後、ビザンツが別の使節を送ったことで戦争行為は再び停止した。

#### 後ウマイヤ朝との抗争とシチリア島最後の征服
955年、長らく緊迫し敵対していたファーティマ朝と後ウマイヤ朝の関係は、シチリアからマーディアに航行中の特使船がアンダルシアの商船に迎撃されたことで悪化した。これがファーティマ朝の私掠船に警戒されるのを恐れたアンダルシアは、特使船の舵を取り外したのみならず、運ばれていた公式文書が入った箱を持ち去った。報復として、新たにファーティマ朝カリフとなっていたムイッズはアル＝ハサン・アル＝カルビに追撃を命じたが、彼は商船がアルメリアの港に着く前に捕らえることはできなかった。アル＝ハサンは躊躇うことなく、部隊をその港に連れ略奪して武器庫や停泊中の艦船を燃やし、イフリーキヤに帰投した。後ウマイヤ朝はガリブ・イブン・アブド・アッラフマーン提督と70隻の艦隊をイフリーキヤに派遣することで対応した。後ウマイヤ艦隊はアル＝カラズの港や、スースとタバルカの近郊を襲撃した。
ファーティマ朝の史料は、後ウマイヤ朝がビザンツ帝国との共同作戦を提案したと伝えるが、マリアノス・アルギュロスの遠征軍はイタリアに送られ、彼らはファーティマ軍と交戦するより現地の反乱を鎮圧することで占領し、ビザンツの使者は既存の停戦条約の更新と延長を提案した。ムイッズはしかし、後ウマイヤ朝による異教徒の敵との協調を暴露し、彼の父親の功績と競うことを決意したので、提案を断った。ムイッズはアル＝ハサンとアンマール・アリ・アル＝カルビ 指揮下の部隊をシチリアに派遣した。ファーティマ朝役人のアル＝カディ・アル＝ヌーマン が最初にそれを報告したところに拠れば、ビザンツ艦隊はメッシーナ海峡で大敗してファーティマ軍がカラブリアで略奪すると直ぐ、アルギュロスがカリフの宮廷を訪ねて停戦条約の更新を手配した。しかしながら957年、バシル (Basil) 提督のビザンツ軍がパレルモ近郊のテルミニを襲い、アル＝ハサンは艦隊が消滅し乗組員の多くが死亡したマツァーラ沖の嵐で大損害を被った。生存者はビザンツの攻撃を受け、艦船12隻が破壊された。957年の秋に停戦条約を更新するためのアルギュロスの別の取り組みは失敗したが、アンマールが死亡した嵐によりファーティマ艦隊が再び破壊された後、ムイッズは958年に更新された5年間の停戦条約のためにビザンツの提案を受諾した。
クレタ島回復のため960年にビザンツ帝国によるカンダクス包囲戦が始められたが、ビザンツとの停戦は維持された。クレタ島のアラブ人はファーティマ朝とエジプトのイフシード朝に支援を仰いだ。ムイッズはビザンツ皇帝ロマノス2世に、遠征軍が呼び戻されなければ報復すると脅す書簡を出し、エジプトの支配者アブー・アル＝ミスク・カフルには、961年5月のバルカで海軍を連合させ共同作戦を始めることを呼びかけた。もしカフルが断っていれば、ファーティマ軍は単独での進軍を主張しただろう。ファーティマ朝の意図を疑っていたカフルはその共同案を拒んだが、実際にムイッズの提案は、彼が異教徒に対するジハードの擁護者として自らをアピールしようとするのと同時に、スンニ派のアッバース朝とのプロパガンダ戦争における大衆消費のため、大部分が故意の始めから計算された素振りであった可能性は非常に高い。この件でクレタ島が他のイスラム世界から支援を受けることは無かったので、カンダクス　(今日のイラクリオン) は10ヶ月の包囲の後の961年3月に陥落した。
958年までビザンツが東に労力を集中していた頃、ファーティマ朝の将軍ジャウハルはムイッズと名付けられた北アフリカの征服を完了し、大西洋沿岸に到達した。ファーティマ朝の敵イドリース朝は傷つけられ、後ウマイヤ朝は唯一の前哨基地セウタを残すまで減衰させられた。この成功はファーティマ朝にシチリアに集中した注意を向けさせ、そこに残ったビザンツの要塞を減らすことを決めた。ファーティマ朝の攻勢はタオルミーナで始まり、タオルミーナ包囲戦の後の962年に再占領された。それに対して、ビザンツは964年にシチリア島回復の目的で別の遠征軍を派遣した。ロメッタを救出するためのビザンツの攻撃軍は大損害を受け、ファーティマ朝の総督アフマド・イブン・アル＝ハサン・アル＝カルビは965年の海峡の戦いにて、ギリシア火薬で満たされた発火力のある道具を備えた潜水員を利用し侵攻艦隊を破壊した。ロメッタが直ぐに降伏したことは、ほぼ1世紀半に亘った戦役であるムスリムのシチリア征服に成功をもたらした。これは966年頃のビザンツに再び停戦協定を要求させた。ファーティマ朝はエジプトの決定的征服という最大の計画の只中にあったので、この停戦は叶えられた。既に965年頃、ムイッズは食糧の保管を始めて新たなエジプト侵攻の準備を進めていた。968年頃、アフマド・アル＝カルビが家族や財産と共に召還させられ、エジプト遠征の海軍部隊を指揮することを命じられた。彼は30隻の艦船と共にトリポリに着いたが、程無くして病に倒れ死亡した。

## エジプト時代　(969年–1171年)

### 背景: エジプトにおける初期ムスリムの海軍
既にムスリムにとっての草創期には、エジプトは重要な海軍の基地となっており、アラブ人があまり海を好まなかったこともあって、先住のキリスト教徒のエジプト人 (コプト) により主に配置されていた。エジプト艦隊は736年のビザンツ領への攻撃にて証明されているが、破滅的な二度目のコンスタンティノープル包囲戦に続くビザンツ艦隊の復活後、746年のケラマイアの海戦でのエジプト艦隊の完敗とアッバース革命の混乱を経て、海軍の放置された時代が始まった。信頼に足る海軍力再建のための集中的努力は、アッバース朝に衝撃を与え行動に移させたビザンツ艦隊による853年のディムヤート略奪の後になってようやく始まった。15世紀の歴史学者アル＝マクリーズィーは、エジプト艦隊は効果的な戦闘部隊となった復興を経験したと主張しているが、トゥールーン朝支配下の海軍の軍務記録に対する今日の学術的判断は控えめであり、ファーティマ朝がエジプトを奪った後にようやく強力な海軍の創設を再び誇りにできたと通常考えられている。

### 政治的、戦略的文脈

#### 11世紀中頃まで: ビザンツ帝国と地域紛争
ファーティマ朝のエジプト時代初期、主要な外敵はイフリーキヤ時代と同様にビザンツ帝国のままであった。ファーティマ朝のエジプト征服はビザンツによるシリア北部への拡大と同時に起き、965年にはタルススとキプロス島が占領され、969年にはアンティオキアも征服された。クレタ首長国の滅亡と同時に、これらの出来事はムスリムの出費を絶えず引き上げていたビザンツに有利になる海軍均衡の完全な変化の前兆となった。ビザンツの成功はイスラム世界に反響した。ジハードを戦うためにホラーサーンから義勇兵が到着し、大衆は、彼らが受け身過ぎると見抜いた指導層による行動を要求した。
異教徒に対する戦いを支持する上での正当性に基づき、ファーティマ朝は自らの目的のためにこの熱狂を利用したが、971年にアンティオキアからビザンツを立ち退かせる彼らの最初の攻撃 (アレクサンドレッタの戦い) は失敗した。この後、シリア南部やパレスチナからファーティマ朝を追い出しエジプト支配すら脅かしたアル＝ハサン・アル＝アッサム率いる一連のカルマト派の侵攻が続いた。978年になって初めてカルマト派は敗北し、ファーティマ朝はレバント南部の支配を確立した。ビザンツとの対立状態も続き、ビザンツ皇帝ヨハネス1世ツィミスケスによるシリア戦役ではビザンツ軍はトリポリとベイルートの港の占領に失敗し、ハムダーン朝の都アレッポの支配を巡り992年–998年に亘って戦争の期間を延長した。この後、アレッポや偶の不和を巡り対立は続いたが、999年頃に締結された10年間の停戦協定は繰り返し更新され、1055年–1058年のラタキアを巡る短い戦争のみを除けば、数十年間続いた平和的で友好的ですらあった関係の時代の先駆けとなった。
これらの対ビザンツ戦争の文脈では、海軍は臨時の遠征があった後に長らく活動しない時期に入り、その役目は比較的限定されていた。これは10世紀中頃のビザンツの軍事力復活と、ファーティマ朝海軍が運用された新たな地理的環境という両方の結果であった。イフリーキヤやシチリアとは異なり、エジプトは長く広がる外海によって最も近いビザンツの沿岸部から離れていた。海軍の主な関心事は、ベドウィンの部族の絶え間ない反乱と略奪行為による陸路の危険性を前提とし、ファーティマ朝の統治を大いに当てにしていたアシュケロン、ヤッファ、アッコ、サイダ、ティルス、ベイルート、トリポリといったシリアやパレスチナの沿岸都市の支配権を確保することであった。シリア北部沿岸の町はビザンツ領であったが、ビザンツの攻撃やファーティマ朝の支配から決別するためのシリアの軍閥による攻撃に対して、ファーティマ朝は残りの町への支配を維持することに概して成功した。
11世紀になってビザンツとの平和的関係が確立された後、ファーティマ朝海軍は衰退したようであり、1051年頃まで王朝が良好な関係を維持していたバルカの海賊によってその立場は奪われた可能性がある。1046年、ペルシャ人の旅行者ナースィル・ホスローはその旅行記『サファルナーメ』の中で、カイロでムイッズの海軍に所属する7隻の巨大な艦船の残骸を見てきたと伝えた。

#### 11世紀後半からファーティマ朝崩壊まで: 十字軍の時代
ファーティマ朝は11世紀中頃から衰退を始めた。ムスタンスィルの長い統治時代に、王朝を殆ど転覆しかけた軍事暴動と同時期に政治不安が起きた。ワズィールであったバドル・アル＝ジャマリにカリフがその権力を譲るという代償を払うことで、彼によるやや独裁的な体制の確立だけが王朝を救った。
1070年代までに、国内問題とレバントへの大セルジューク朝到達がシリアでのファーティマ朝支配崩壊の原因となった。アシュケロン、アッコ、サイダ、ティルス、ベイルートの沿岸都市のみがファーティマ朝の支配に留まった。バドルが守ろうとしたのはまさにこれらの保有資産からであり、彼にカイロで支配権を獲得させた権力基盤を形成した。シリア内陸を回復するバドルの企図は失敗したが、ファーティマ朝は今やセルジューク朝の領土によってかつての敵であるビザンツ帝国から離れたのを認識した。この変化した戦略的状況は、1098年の第1回十字軍の到来によって再び完全に覆されることになる。
この時のファーティマ朝は、かなり大規模で十分に資金もある、組織化された海軍を動員できた。海軍史研究者のジョン・H・プライアー (John H. Pryor) は、イタリアの海洋共和国でさえ特別な目的の理由により艦隊を集めた時代に、ファーティマ朝エジプトはビザンツ帝国やシチリア王国と共に、地中海又はヨーロッパの他の地域の中でもたった三ヶ国しかない常備海軍を維持した内の一角であったと指摘する。
レバントの十字軍国家は海軍を持たず、時にして緊張関係にあったビザンツ又は海洋共和国の海軍支援に依存していたが、十字軍に対するファーティマ朝海軍の有効性の制限には複数の要因が絡んだ。そのためファーティマ朝は単数ではなく、ビザンツ帝国、海洋共和国、西ヨーロッパの諸王国からの複数のキリスト教海軍に直面した。単独では、ファーティマ朝は彼らに打ち勝つに十分な常備海軍を支えるための物的手段や人員が足りず、数的劣勢の状況から海軍を運用することを余儀なくされた。歴史学者のウィリアム・ハンブリン (William Hamblin) は、例えファーティマ朝が年に一個艦隊を破ったと仮定しても、「次の年には同程度に強力なヴェネツィア、ノース人、又はビザンツ艦隊と対峙することを悟っただろう」とし、更に「ファーティマ朝にとっての海軍の敗北は、復旧するために数年と巨額の出費を要する大損失を意味した」と指摘する。ヤーコヴ・レヴも当時のビザンツとムスリム両方の海軍戦術が慎重を期したと強調し、そして今日の学識が認めるように、「今日においてガレー船艦隊が制海権を得ることはできない」。エジプトを拠点にしたファーティマ艦隊の作戦範囲も、船上に持ち込める物資、特に真水や、キリスト教国の近海で彼らの海軍力に反撃すること、或いはレバントに至る航路帯を首尾よく阻止することが決してできないことを意味した地中海の航法パターンにより制限を受けた。
その上、十字軍運動中のファーティマ朝海軍の戦略はレバント沿岸都市の支配に依存していたが、これらは十字軍が支配した内陸地域からの襲撃を受けやすかった。ファーティマ朝がパレスチナで手近に有していた限られた資源は必然的にその都市間で分配され、結果としてその有効性が落ちただけでなく、エジプトを拠点にしたファーティマ朝海軍の大部分は、あらゆる脅威に対し効果的にそして時間通りに対応する上で苦境に立たされた。ハンブリンに拠れば、沿岸都市の一つに対する包囲戦の開始がファーティマ朝に知らされるまで平均2ヶ月かかり、陸海軍が動員され、陸軍がアシュケロンに着き軍事行動の用意ができた。その時点までに、「大抵の包囲戦は成功裏に完了したか断念されていた」とハンブリンは指摘する。それぞれの都市の喪失はこのようにして十字軍を強め、ファーティマ朝を弱らせた。更なる障害は、その地域の卓越風が南向きであったという事実であり、それがパレスチナに派遣されたファーティマ艦隊にとって著しい遅れを引き起こした。
ファーティマ朝海軍は、エルサレム王国のアモーリー1世の十字軍によるフスタート攻略を阻止するため、ワズィールのシャーワルが都市に火を放った1168年11月に、その武器庫が破壊されるまで存在した。数隻の艦船は火を免れた可能性はあるが、アイユーブ朝のサラーフッディーンが1176年頃に一から艦隊を再建するのを迫られたので、その後しばらくのエジプトは事実上艦隊無しのままだったと見られる。

### 組織
既にファーティマ朝による獲得の前には、エジプトの主要な武器庫と海軍基地は内陸の中心地フスタート、特にフスタートとギーザの間に位置するジャズィーラ島 (the island of Jazira) にあった。中世の地理学者はフスタートでの多くの艦船の存在を報告しているが、そこに基本的な港は無かった。代わりに、6kmに及ぶナイル川沿岸を係留地として利用した。カイロ建設後、アズィーズにより新しい武器庫がカイロの西アル＝マクス (al-Maqs) の港に建てられたが、主要な武器庫がフスタートに移される1120年頃まで、ジャズィーラの旧武器庫は特に儀式のために使われ続けた。海上攻撃から守るために主な艦隊基地の位置は内陸にあったが、ナイル川デルタの運河網により艦隊は地中海や武器庫の場所としても述べられるアレクサンドリアとディムヤート等の重要な港に容易にアクセスできた。同様に、パレスチナやシリア沿岸の港湾都市も重要な海上の拠点だったが、ファーティマ朝海軍のプレゼンスが及ぶ範囲又はそこでの武器庫の運用に関する情報は事実上存在していない。15世紀の作家のアル＝カルカシャンディーに拠ると、ファーティマ朝は貿易やハッジを保護するために紅海でスエズやアイダブを拠点とする3隻から5隻の艦船を保持していた。これは同時代に存在した史料に裏付けられてないようだが、ヤーコヴ・レヴが指摘するように、「紅海の長さやガレー船の制限範囲を考慮すると、このような小さな戦隊の駐留は現実的な意味を殆ど持たない」。ファーティマ朝は紅海での恒久的な海軍設立は維持しなかったようだが、特別な目的の理由によりそこで軍艦を使用した。
アル＝カルカシャンディーは、十字軍時代のファーティマ艦隊は75隻のガレー船と10隻の輸送船で構成されていたとも伝えているが、様々な現代の推定ではファーティマ朝海軍の戦力をハマラト型 (hammalat) とムサッタハト型 (musattahat) の75隻から100隻のガレー船と20隻の輸送船と認識している。しかしながら、ウィリアム・ハンブリンが指摘するように、これらの数字は理論上の組織の規模を示すのに対し、実際には戦闘や嵐での損失、即ち乗組員と維持管理の不足のために、ファーティマ艦隊はこの規模に恐らく達しなかった。その一方で、ファーティマ朝は輸送船として徴発可能な大量の商船の利用権を容易に持っていた。従って、12世紀の史料中ではファーティマ艦隊は70隻を越えると証言されているが、艦隊の三分の一だけが軍艦で残りは輸送船だった。ハンブリンは、状況によって当然正確な分配は変化しただろうが、名目上の戦力の軍艦75隻の内、15隻から25隻は恐らくパレスチナの港湾都市に駐留し、45隻から55隻はエジプトに残されたと推測している。一方、10世紀末のビザンツ帝国との紛争中には、史料はレバントの港でのファーティマ艦の如何なる恒久的駐留についても伝えてないが、この時はエジプトからだけ艦隊が運用されたことを示唆している。
多くの詳細は明らかになっていないが、ファーティマ朝時代のエジプトの海軍はよく組織化されていたようである。海軍の全体的な責任は、序列内でもかなりの高位職であった海軍司令官 (ʾamīr al-baḥr) にあるとされたが、その管理は特徴的にディヴァン・アル＝ジハード (dīwān al-jihād) と名付けられた特別な部署 (ディヴァン) に委ねられた。海軍は、その目的のために確保された特殊な不動産からの歳入により賄われた。総員は凡そ5000名に達し、陸軍のシステムに似た海軍の階級システムで分類され、給与体系は月当たり2、5、10、15、20枚のディナール金貨で支払われた。更に、ファーティマ艦隊は艦上戦闘のために海軍歩兵の常備軍を有していた。少なくとも、カリフのために機動演習や作戦演習等を誇示した入念な観艦式の報告が兆候であるならば、艦隊はよく訓練されていたようである。理論的基礎に基づいた海軍戦術研究の証拠もあり、ビザンツ軍の教練書に似た海軍の教練書の一部が残っている。一方で、アル＝カルカシャンディーにより伝えられた数字が現実に近づくとすれば、そしてガレー船が必要とした人員を考慮すれば、史料で伝えられた5000名は大艦隊の乗組員として働くには不十分だった。これは動員時に、複数の史料により実際に示されている、やや海軍の結束や有効性を十中八九損なった民間船員の広範囲な徴兵が行われたことを意味する。更に、ファーティマ朝海軍の強みは、比較的少ない海運業人口しか持たない小さな海岸や、本来なら13世紀に完了する筈の、王朝が進める森林伐採による十分な木材の不足という、エジプトそのものの制約により妨げられた。これはレバントの材木、特にレバノン山脈への依存をより大きくしたが、十字軍の襲撃によってこれらへのアクセスは失われた。

### 作戦行動

#### エジプト征服と初のレバント急襲
ファーティマ朝のエジプト征服は迅速だった。969年6月までにはジャウハルのファーティマ朝陸軍がフスタートに立ち向かい、イフシード朝の部隊がファーティマ朝を止める最後の努力に失敗した後、フスタートとエジプトは降伏した。この征服中の海軍の活動や参戦についての記述はない。970年の春、ジャアファル・イブン・ファラーのファーティマ軍はパレスチナにも同様に侵攻し、アル＝ハサン・イブン・ウバイド・アッラー・イブン・トゥグジュのイフシード朝残党を倒した。
エジプト征服後の地中海東部における、ファーティマ朝海軍の活動についての最初の記述は971年後半、艦船15隻の艦隊がヤッファで包囲されたファーティマ軍を救出しようとした時である。カルマト派の海軍として史料が記録した部隊により13隻が沈められ、残り2隻はビザンツ帝国に拿捕されたので、この企図は失敗した。その後972年6月頃、イフリーキヤから30隻のファーティマ艦隊が着きシリア沿岸を攻撃した。凡そ同じ頃にも、ファーティマ艦隊はエジプトに向かうムイッズを護衛した。973年9月中旬、ファーティマ艦隊がカイロでムイッズによる視察を受けていた時に、カルマト派艦隊がティンニースを襲撃したが彼らは艦船7隻と500名を失った。捕虜とその上官はカイロで見せしめに殺された。

#### レバントでのビザンツ帝国との闘争
次の数十年間のファーティマ朝海軍の活動についての情報は僅かであり、シリアでのビザンツ帝国のとの紛争期という短い武力衝突以外には、全般的に海軍は活動的でなかったようである。これは、ハムダーン朝のアレッポ首長国 (Emirate of Aleppo) の支配をめぐる992年–995年の武力衝突がその実例だった。結果として、マンジュタキンが指揮するファーティマ朝部隊に補給を輸送したのに加え、993年の5月頃にアレクサンドリアに現れたビザンツ艦隊と争うためにファーティマ艦隊は動員された。この戦闘でファーティマ朝は70名の捕虜を得た上、次の年には海上攻撃を始め、6月頃に100名の捕虜と共に帰投した。
995年のアレッポでのマンジュタキンによる打倒後、カリフのアズィーズは新たな艦隊建設を含む大規模な再軍備を始めた。16隻の新しい艦船が建造され、2年前に発注された18隻に加わった。しかし、町の触れ役が乗組員に乗船するよう呼び掛けた996年5月15日、発生した火災が6隻の船殻を除いた艦隊と集められた貯蔵物資を破壊した。武器庫で雇われていたビザンツの戦争捕虜や、都市に居留地を持っていたアマルフィからの商人による破壊工作が疑われた。都市のキリスト教コミュニティに対する虐殺の結果、170名が殺された。ワズィールのイサ・イブン・ナストゥルス・イブン・スルスの監督下で作業は再開され、首都の建物から木材を徴用し、造幣所の巨大な扉でさえ外された。20隻の建造計画だったが、僅かに6隻だけが竣工したようであり、その内2隻は極度に大きかったと伝えられている。
その後、996年の夏の海上攻撃は220名の捕虜を取ったが、タルトゥースを包囲していたマンジュタキン軍の支援に派遣された24隻の艦隊は、悪天候により沖合で破壊され失われた。ビザンツのアンティオキアのドゥクスとそこの駐留部隊は労力を要さずにそれらを回収できた。この災害にもかかわらず、997年頃にファーティマ艦隊はティルスの反乱鎮圧を援護し、包囲された反乱軍に援軍を貸そうとするビザンツの企図を阻止できた。1001年の和平協定の締結後、1015年頃の聖墳墓教会の破壊まで平和な関係が続く長い時代が始まった。断続的に起きた武力衝突の時代が、別の和平協定が結ばれる1038年まで続いた。この時代、ファーティマ朝海軍の活動について触れた唯一の記述は、シリアの沿岸都市に増援を輸送した1024年のことであった。1056年、別の短期的紛争の時には、ビザンツの女帝テオドラ がシリア沿岸を脅迫するために80隻の艦隊を派遣したが、彼女の死が直ぐに平和な関係の再開に繋がった。

#### 十字軍に対するレバント沿岸都市の防衛

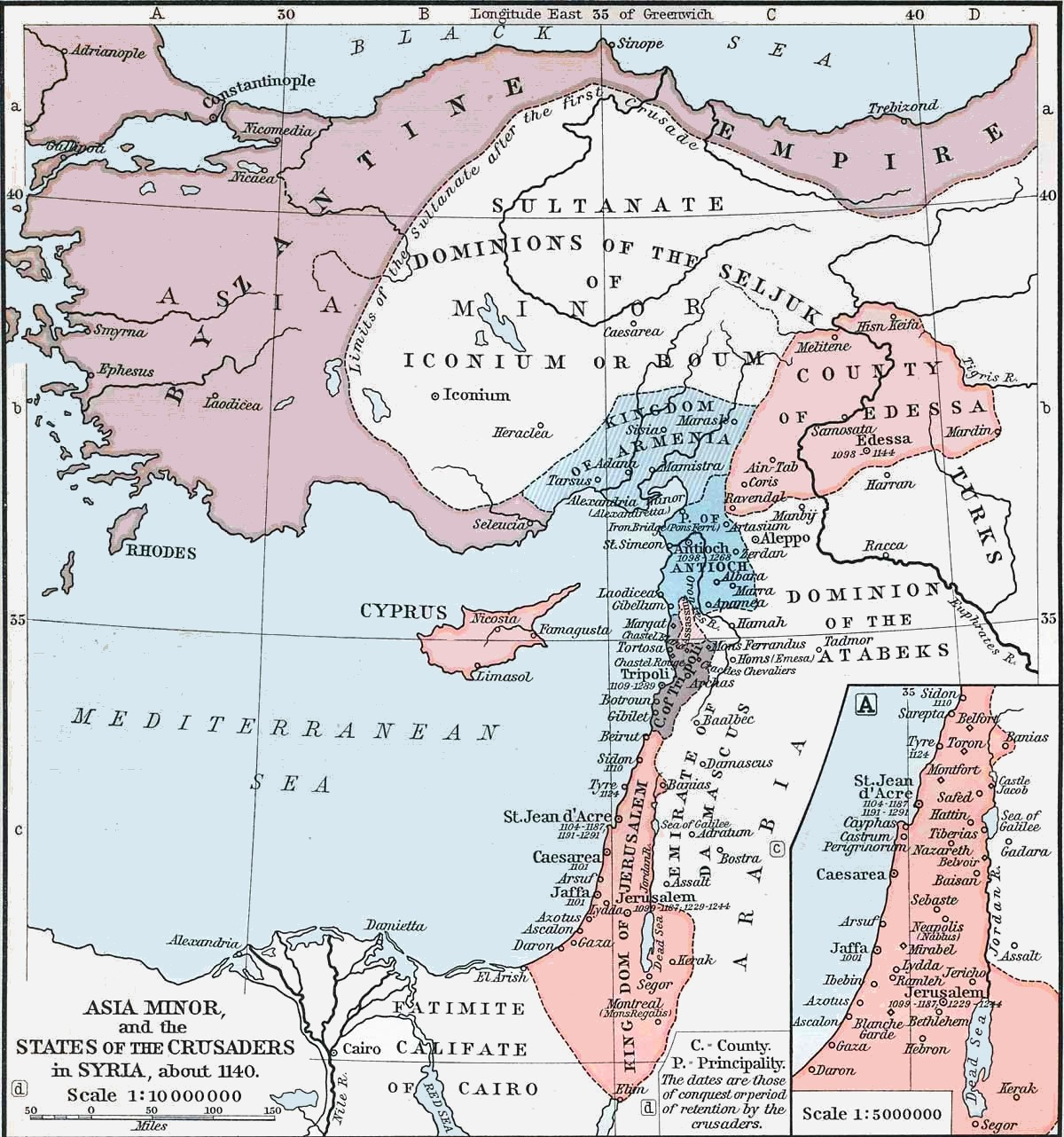
1140年頃のレバントの地図

第1回十字軍によるエルサレム攻囲戦の時期、ファーティマ艦隊は陸軍を支援するために活動しており、ヤッファで小規模なジェノヴァ軍の一隊を封鎖していた。海軍はアスカロンの戦いで陸軍を援護した。
アスカロンでの敗北にもかかわらず、ファーティマ朝のワズィールアル＝アフダル・シャーハンシャーは敵の十字軍に対し積極的だった。彼は1105年まで毎年、パレスチナへの会戦に軍を投入し、エジプトの軍事力を強化するための改革を始めた。しかしながら、これらの改革の実際の効果は取るに足らないものだったようである。この後、1101年9月にファーティマ艦隊はヤッファ包囲戦に参加した。次の年、十字軍は史料に拠ると40隻から200隻の相当な増援を海路から受けたが、その多くは嵐やファーティマ朝の私掠船の活動により破壊された。
1102年、アル＝アフダルは息子のシャラフ・アル＝マアリ (Sharaf al-Ma'ali) 指揮下の陸海混成の遠征軍をパレスチナ侵攻のために派遣した。ファーティマ軍はラムラの戦いでボードゥアン1世に大勝利を収めたが、その次の作戦行動に関する彼らの判断力の欠如が領土を獲得する絶好の機会を逃した。シャラフはアスカロンで十字軍艦隊の攻撃を撃退したが、何も得ること無くエジプトに帰投した。1103年の春、ティルスとシドンを出た12隻の艦隊が十字軍によるアッコ包囲を何とか破り、夏にはエジプトからの艦隊がヤッファを封鎖したが、陸海軍の協力は再び破綻した。ヤッファの沖合で20日待機した後、アスカロンに繰り返された支援の要請が無視され、ファーティマ軍の提督イブン・カドゥス (Ibn Qadus) は撤収した。
しかしながら、アッコ包囲戦の支援のために大規模なジェノヴァ海軍の艦隊が到着した次の年には、ファーティマ軍は封鎖を破るためにそれ以上攻撃をせず、それがアッコが降伏した原因となった。ファーティマ朝は1105年のヤッファに再び攻撃を開始したが、陸軍が敗れた後にティルスとシドンに向け出発した艦隊は嵐に巻き込まれ、25隻が岸に打ち上げられその他は沈没した。1106年と1108年には、十字軍がシドンに攻撃を始めた。後者の攻撃では、ファーティマ艦隊は十字軍を支援したイタリアの軍艦に何とか勝利した。ダマスカスからの部隊の到着と相まって、ファーティマ軍の勝利は包囲を失敗させた。
しかしながら、十字軍が1109年にトリポリ包囲戦を始めた時には、恐らく強力なジェノヴァ艦隊の存在と逆風の両方に怖気付いたためにファーティマ艦隊が遅れており、到着したのはトリポリが陥落してから8日後のことだった。補給品はまだファーティマ朝支配下にあった他の沿岸都市の間で売り払われ、その年の夏に艦隊はエジプトに帰投した。1110年、十字軍はベイルートを攻撃した。19隻のファーティマ艦隊は何とか敵を破ってベイルートに入り、封鎖していた敵艦を負かして数隻を拿捕したが、ジェノヴァ艦隊の到着が港内にファーティマ艦隊を封じ込め、都市の陥落までファーティマ軍は塁壁で住民と共に戦うのを余儀なくされた。その年の秋には、十字軍は新たに到着した55–60隻のノルウェー艦隊の支援を得てシドン包囲戦を仕掛けた。この強力な艦隊の存在、ベイルートで被った損失、年末の近さと冬の航海の危険性が、すぐ近くのティルスに停泊していたにもかかわらず、ファーティマ艦隊に窮地に陥ったシドンを支援するのを不可能にし、シドンは12月4日に落とされた。それだけに留まらず、ファーティマ朝が海軍による護衛を提供できなかった無力さのために、同年の夏にはタニスやディムヤート等のエジプトの沖合で多くのムスリム商船がキリスト教国の軍艦に拿捕された。
ファーティマ朝に支配権があったが実際にはダマスカスのトルコ人支配者が保持していたティルスに、その駐留部隊や民衆のために備蓄や穀物が持ち込まれた1112年、ファーティマ艦隊は再度活発化していた。ティルスには6月中旬に着き、艦隊は9月にエジプトに戻った。1115年、エルサレムのボードゥアン1世がシリア北部で従軍していた時に、ファーティマ朝は70隻を動員しヤッファを占領するため再び攻撃を開始したが、失敗した。海軍は1118年にも陸軍の支援のため動員されたが、この時は陸軍が活動的ではなかった。艦隊はティルスとアスカロンに航海したが、海軍の交戦があったかは不明である。1122年、ファーティマ朝はティルスの支配を回復したが、そこではトルコ人総督の専制的支配が大衆の反発を刺激した。ファーティマ艦隊はティルスに着くと穀物を補給し、総督をエジプトに連行した。作戦行動は達成したが、それはダマスカスとの関係断絶も意味していた。
1123年の初旬、ファーティマ軍はヤッファに別の攻撃を始めたが、ヤーコヴ・レヴに拠れば、作戦はこの時代のファーティマ軍の無効性の典型例を示す。大規模な軍は強化されて立派に装備され、攻城装置と部隊を載せた80隻の艦隊を伴っていた。同じ時期には、別の戦隊がキリスト教の船舶に対する襲撃を実行していた。ヤッファは5日間包囲されたが、十字軍が到着すると包囲は中止する必要があった。イブネの戦いでのファーティマ朝陸軍の敗北は、ファーティマ艦隊をアスカロンに出航させた。ほぼ同時期の5月末、200隻の大規模なヴェネツィア海軍の艦隊が聖地に到着し、続けてファーティマ艦隊を追跡した。1123年5月30日、浅瀬近くで隙を突かれたファーティマ軍は大損害を受け、多くの艦船が拿捕された。ムスリムの年代記編者はこの戦闘について伝えていないが、代わりにアレクサンドリアでのビザンツとヴェネツィアによる攻撃の撃退に焦点を当てており、攻撃から戻った艦隊は3隻の拿捕船を伴っていた。ティルスを包囲するため十字軍を援護することでヴェネツィア軍はその勝利を達成し、ティルスは5ヶ月後の1124年7月に陥落した。ファーティマ朝は町に如何なる救援を送るのにも失敗した。1125年、軍艦22隻–24隻と他の船舶53隻の大艦隊がレバントとキプロスの沿岸襲撃のために派遣された。だが、艦隊は重要の目標と交戦し損なっただけでなく、真水を探すために上陸した時に乗組員の一部を失った。

#### 海軍の最期: 1150年代から1160年代
これらの大失敗の後、ファーティマ朝は十字軍のエルサレム王国に対し如何なる行動も控え、1151年頃までファーティマ朝海軍の音沙汰も無くなった。1151年頃には、十字軍によるファラマ略奪への報復として、ワズィールのイブン・アル＝サラーはヤッファからトリポリまでのキリスト教の船舶輸送を襲撃するため、伝えられるところに拠れば300000ディナールの費用で艦隊を配備した。襲撃はどうやら成功し、複数のビザンツと十字軍の船舶が拿捕された。1153年、十字軍はアスカロン包囲戦を仕掛けた。ファーティマ朝海軍はアスカロンに補給と増援を輸送するために動員されたが、これは8月22日の陥落を阻止できなかった。この重要な基地の喪失にもかかわらず、ファーティマ朝海軍はその後数年間、レバント沿岸沖で活発なままだった。ティルスの港は1155年頃に首尾よく襲撃され、次の年には海軍はアッコとベイルートに姿を現した。更なる奇襲遠征は、艦隊が700名の捕虜を連れてエジプトに帰投した1157年に実行された。1158年、5隻のガレー船戦隊がキリスト教の輸送船を攻撃した時には、アレクサンドリアの戦隊も同様に交戦していた。
アモーリー1世指揮下の十字軍がビルベイスを占領した時には (十字軍によるエジプト侵攻)、ナイル川で運用されていた20隻のガレー船と10隻のハッラカト (harraqat, ギリシア火薬を装備した艦船) の艦隊について触れた記述がある。ワズィールのシャーワルがフスタートに火を放った1168年11月、武器庫と残存艦隊の多くも同様に破壊されたが、サラーフッディーンの下でエジプト艦隊再生の基盤を設立するために、複数の艦船や海軍施設はアレクサンドリアとディムヤートで焼け残った可能性はある。　　

## 海軍戦略、兵站、戦術
ガレー船艦隊固有の技術的な限界の結果として、今日の海軍と比べると、古代や中世の海軍作戦行動は深刻な制約に直面した。ガレー船は荒海に上手く対処できず、外海では壊滅的となったであろう波に水没させられた。悪天候により沈んだガレー船艦隊の歴史上の例は豊富である (例えば第一次ポエニ戦争で損害を受けたローマ海軍)。そのため、航海期は通例、春の中頃から9月までに制限された。ガレー船の維持可能な航行速度も、帆を使った時でさえ、輸送した補給品の量のために制限された。特に水はガレー船に必要不可欠な「燃料」供給であり、決定的な重要性を持った。漕ぎ手全員にとって1日8リットルと推定された消費量の供給力は、地中海東部の水不足で干からびた沿岸での決定的な戦略要因だった。小規模なガレー船は凡そ4日分の水を運べたと推定されている。
事実上、これはガレー船艦隊が沿岸航路の範囲内に留められ、食糧を補給し乗組員を休ませるために頻繁に上陸しなければならなかったことを意味した。水を保存するのに樽よりアンフォラを使用したと見られるファーティマ朝は材木不足のため、この地域特有の不都合に直面し、不利な立場に置かれた。その形により、壊れやすく直立して保管されねばならず、手回り品を詰め込まれたので、アンフォラはより多くの空間を占め、扱いと補充が遥かに難しかった。ジョン・H・プライアーが実証したように、これらの理由のためにファーティマ朝艦隊は、キプロスとパレスチナを結ぶ十字軍の船舶輸送を効果的に妨害できなかった。
中世の地中海の海上戦争はそのため、事実上基本的に沿岸部や陸海両用で行われ、沿岸領土や島を獲得するために実行されたのであり、今日理解されているような「制海権」を行使するためではなかった。その上、衝角の放棄に続き、火薬や榴弾の出現に先立って真に船を沈めるだけの兵器が利用可能になり、海戦は、ジョン・H・プライアーの言葉では「予測不可能になった。如何なる政権も、兵器、又は乗組員の技能において成功が予期される強みを持つのをもはや望めなかった」。そのため、ビザンツ帝国とアラブ人の教練書が、自らの艦隊の温存を優先した用心深い戦術や、しばしば商人として装うスパイの利用を通じた、正確な機密情報の入手に重きを置くのは驚くに値しない。戦術的奇襲の達成や、反対に敵に無防備に捕まるのを避けることが強調された。理想的には、数の効力、又は戦術的性質によって優位性が確信された時だけに戦闘は行われるものだった。秩序立った陣形の維持も重視された。艦隊が十分に近づくと、可燃性の投射物から矢や投げ槍に及ぶ飛び道具の応酬が始まった。その狙いは艦船を沈めるのではなく、戦闘結果を決める移乗攻撃の前に敵兵を消耗させることであった。

## 艦船と武装
14世紀より前の画家の描写が残ってないので、草創期のムスリムによる造船は尚も謎に包まれている。最初のムスリムは征服した海洋民族の造船作業や技術に依存していたが、一般的に彼らの船はビザンツ帝国のそれに似ていたと想定されている。そのため、ビザンツのデュロモイは明らかにアラブ人のアドルムーヌン (adrumūnun) の起源であり、チェランディオンはアラブ人のシャランディー (shalandī) に相当した。複数のビザンツの教練書に拠れば、唯一の違いは、ムスリムの軍艦はビザンツのそれより一般的に大きくて遅いことであり、恐らく構造の違い、又は異なる種類の木材が使われている結果だと指摘している。しかしながら、ビザンツの艦船と同じく、シーニー (shīnī, ガレー船) とマルカブ・ハルビ又はアサーティール (markab ḥarbi, asātīl, 軍艦) という一般名称と共に、アドルムーヌンとシャランディーという言葉は時々意味の区別なく使われた。比較的遅れて登場したと見られ、特にレバントと北アフリカ沿岸に関連している言葉としてのシーニーに関する別の解釈は、シーニーを一般的なシャランディーよりも異なる大きな型の艦船と考えるものである。アイユーブ朝時代の当局者で作家のイブン・マンマーティは、それは140人の漕ぎ手を乗せ、1本のマストと2−3反のラティーンの帆が特徴だったと記録している。古代の軍艦と違い、中世のアラブやビザンツの艦船は衝角を持たず、艦対艦戦闘の最初の手段は移乗攻撃、飛び道具の火、ギリシア火薬のような燃えやすい物質の利用であった。
サラディンの時代以後の輸送艦は史料で様々に名付けられている。包囲攻撃兵器や他の散積み荷物を運んだ艦種のスフン (sufun)、十中八九スフンより小さく人員と穀物を含む食糧を運んだと記録されたハンマラ (hammala)、かつて500名を載せたと言われるあまり知られていないムサッタ (musattah, 平底船) 等があった。